# 崔家庄遗址
崔家庄遗址，位于中国甘肃省临夏县韩集镇东北21公里的崔家庄，是一个新时期时代的遗址。1947年由裴文中首先发现。属齐家文化，距今约4000年。是省级文物保护单位，类型为古遗址，文物等级为二级。
崔家庄遗址的历史年代为新石器时代至青铜时代。遗址东西长约2000米，南北宽500米，分布面积达到100万平方米，属于齐家文化中的特大规模遗址，在1612处齐家文化遗址中仅有3处有达到或超越100万平方米规模者。

## 调查历史
该遗址于1947年由考古学家裴文中首次发现。1956年，安志敏带领黄河水库考古队又对其进行了调查。但仍未正式发掘。
1957年，甘肃省文管会文物普查组对其进行了普查。1963年由原甘肃省人委公布为第一批省级文物保护单位，1981年，甘肃省人民政府重新将其公布为省级文物保护单位。1988年在第二次普查中又进行了复查。